# Chersonesia rahria
Chersonesia rahria is een vlinder uit de familie van de Nymphalidae. De wetenschappelijke naam van de soort is voor het eerst geldig gepubliceerd in 1857 door John Obadiah Westwood.